# 도원결의

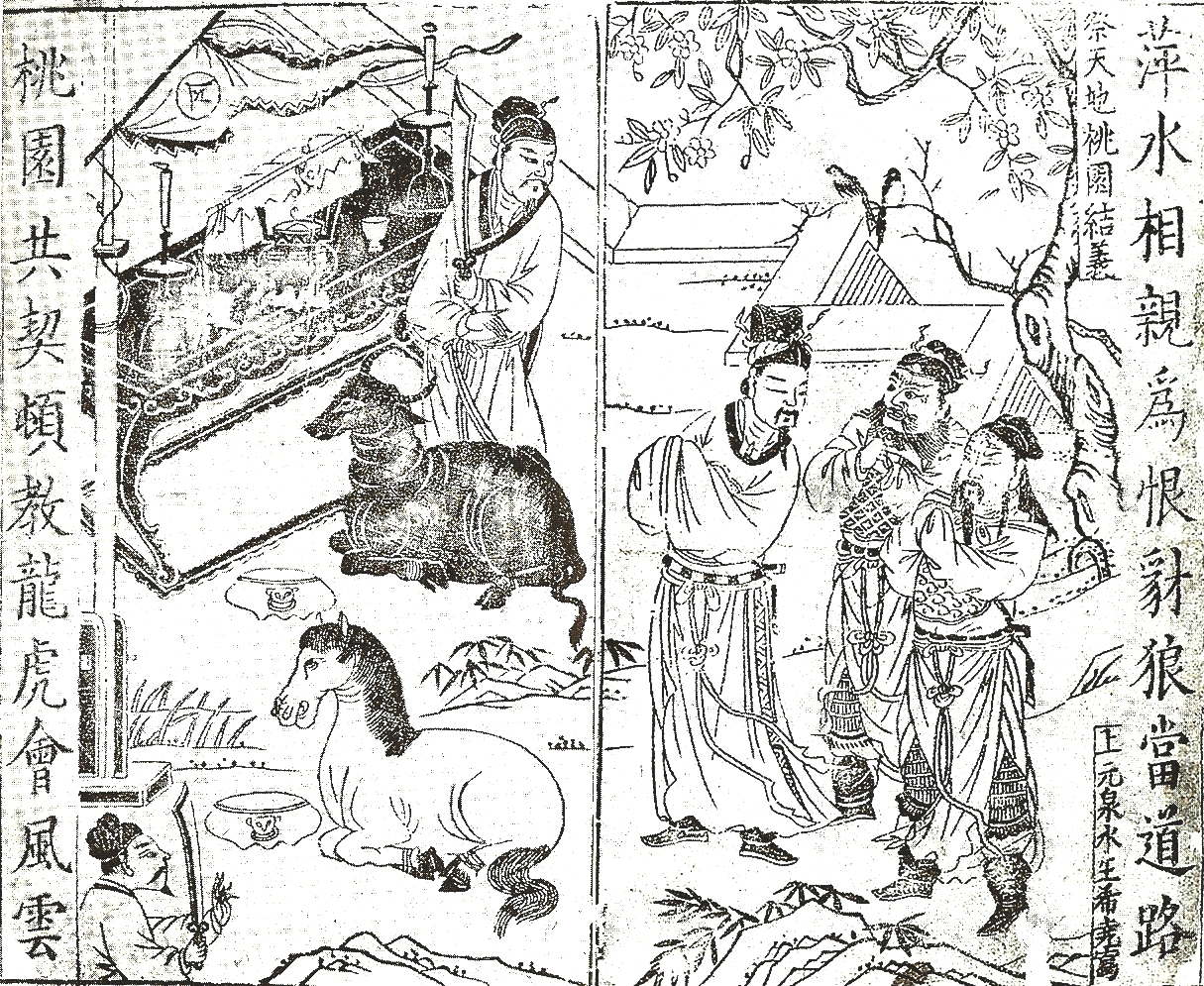
삼국지연의에 나오는 도원결의

도원결의(桃園結義)는 후한 말 영제시대 황건적이 일어나 유주에서 의병을 모집하고 있었던 때에 유비, 관우, 장비가 장비의 집 뒤뜰에서 만나 의형제를 맺은 일을 말한다. 관우와 장비는 형제 같은 우애로 지내고 있었는데, 후한의 황손 유비를 만나고 장비의 집 뒤뜰에서 의형제를 맺었다. 훗날 이 일을 복숭아 밭에서 맺은 결의라고 하여 도원결의라고 불렀다.
황건적의 난이 일어났던 서기 184년에 현재의 허베이성 바오딩 시 줘저우 시에 해당되는 유주 탁현에서 도원결의가 맺어졌다. 삼국지 판본에 따라 장비의 집이 아닌 유비의 집에서 결의했다고도 나온다. 이때의 결의는 후세 사람들에게도 아주 유명한 결의 중 하나다. 하지만 연의에서 지어낸 이야기일 뿐, 실제 있었던 일이 아니라는 주장이 더 많다.